# Жена (Француска)
Жена (фр. Génat) насеље је и општина у јужној Француској у региону Миди Пирене, у департману Арјеж која припада префектури Фоа.
По подацима из 2011. године у општини је живело 23 становника, а густина насељености је износила 2,8 становника/km². Општина се простире на површини од 8,21 km². Налази се на средњој надморској висини од 900 метара (максималној 1.477 m, а минималној 781 m).

## Демографија
| 1962. | 1968. | 1975. | 1982. | 1990. | 1999. | 2011. |
| ----- | ----- | ----- | ----- | ----- | ----- | ----- |
| 10    | 40    | 26    | 27    | 20    | 26    | 23    |

График промене броја становника у току последњих година